# Ustrzyki Dolne
Ustrzyki Dolne è un comune urbano-rurale polacco del distretto di Bieszczady, nel voivodato della Precarpazia.
Ricopre una superficie di 477,7 km² e nel 2004 contava 17 714 abitanti.